# Fresh Food & Beverage Group
Die Fresh Food & Beverage Group AG (kurz: FFB-Group; vorheriger Name: Jowa AG) mit Hauptsitz in Volketswil betreibt zehn regionale Bäckereien, eine Teigwarenfabrik, einen Standort für glutenfreie Produkte sowie rund 100 Hausbäckereien in allen Regionen der Schweiz. Mit über 3000 verschiedenen Produkten und einer jährlichen Produktionsmenge von über 166'000 Tonnen sowie einen Nettoumsatz von 787,3 Mio. Franken gehört die Jowa zu den bedeutendsten Nahrungsmittelproduzenten der Schweiz. Gemessen am Umsatz und an Anzahl Mitarbeitenden ist die Jowa das grösste Unternehmen der Migros Industrie AG.

## Geschichte
1928 hatte die Migros angesichts der Lieferboykotte der Markenartikelhersteller mit der Eigenproduktion von Lebensmitteln begonnen. Zu diesem Zweck erwarb sie die Alkoholfreie Weine AG in Meilen und wandelte sie 1929 zur Produktion AG Meilen (PAG) um. Migros-Gründer Gottlieb Duttweiler suchte nach einer Möglichkeit, auch Schokolade herstellen zu können. Ende 1930 bot ihm der Textilindustrielle Heinrich Spoerry-Jaeggy ein leer stehendes Fabrikgebäude in Wald ZH an. Anfang 1931 gründeten Duttweiler und Spoerry die Jonatal AG, benannt nach dem zürcherischen Jonatal. 1933 folgte die Gründung der «GiFa AG» in Basel. Bis Ende des Zweiten Weltkriegs bildeten die drei Unternehmen den Kern der industriellen Produktion der Migros.
1941 spaltete Duttweiler die Migros in regionale Genossenschaften auf, die unter dem Dach des Migros-Genossenschafts-Bundes (MGB) zusammengeschlossen waren. Er begann damit, das seit 1933 geltende Filialverbot auszuhebeln, das gezielt Genossenschaften und Konsumvereine aussparte. Im selben Jahr zerstritt er sich mit Spoerry, weshalb er die Jonatal AG 1942 nach Meilen unter das Dach der PAG verlegte, wo die neue Schokoladenfabrik Meilen ihren Betrieb aufnahm und mit der Produktion von Confiserieprodukten und Caramels begann. 1946 übernahm Werner Ellenberger die Koordinierung und Oberaufsicht über sämtliche Fabrikationsbetriebe der Migros. Nach dem Zweiten Weltkrieg expandierte die Jonatal AG als industrielle Grossbäckerei und eröffnete mehrere Regionalbäckereien, welche die Migros-Genossenschaften versorgten: Brot, Kleingebäck und Patisserie wurden ab 1948 in St. Gallen, ab 1949 in Basel, ab 1950 in Zürich und ab 1952 in Bern hergestellt. Der Bäckerei im Zürcher Stadtteil Albisrieden war auch die neue zentrale Waffelfabrik angegliedert. Mit Fertigstellung des neuen Verwaltungsgebäudes 1955 wurde der Hauptsitz dorthin verlegt, während die Produktion von Schokolade, Confiserie und Zuckerwaren an die Chocolat Frey in Buchs AG übertragen wurde.

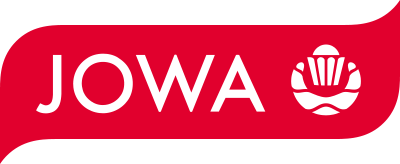
Logo Jowa

Mit der Sitzverlegung verbunden war die Umbenennung des Unternehmens zu Jowa (kurz für «Jonatal» und «Wald»). Damit setzte auch die zweite Expansionswelle der Regionalbäckereien ein, begonnen mit dem Standort Saint-Blaise im Jahr 1956, gefolgt von Bäckereien in Winterthur (1958) und Genf (1959). Die Bäckerei in Suhr wurde 1960 von der Birrfeld AG für Lebensmittelfabrikation übernommen (heute als TK Center Birrfeld AG Teil der Hiestand-Gruppe). Ebenfalls 1960 gingen bereits die ersten Ersatz-Neubauten in Betrieb, die Bäckerei Zollikofen ersetzte den Standort in Bern, die Bäckerei Birsfelden diejenige in Basel. 1963 beziehungsweise 1965 nahm die Jowa eine neue Teigwarenfabrik und erneut eine Schokoladenfabrik in Buchs AG in Betrieb. Der MGB nahm dies zum Anlass, per 1. Januar 1967 die Produktion sämtlicher Süsswaren auf Chocolat Frey zu konzentrieren und die Marke Jowa-Schokolade aufzugeben.
1968 eröffnete die Jowa eine weitere Regionalbäckerei in Ecublens VD, vier Jahre später auch in Sant’Antonio TI. 1970 übertrug sie die Waffelfabrik in Albisrieden an die Produktion Meilen AG (heute Midor). 1977 wurde als Ersatz für die Bäckereien in Zürich und Winterthur eine neue Bäckerei in Volketswil erbaut. Dieser Standort ist seit der Fertigstellung neuer Hauptsitz der Aktiengesellschaft. 1984 hat die Jowa eine Hartweizen-Mühle in Möriken-Wildegg übernommen.
Im Jahr 2000 übernahm das Unternehmen die 1848 gegründete und im Teigwaren- und Senfgeschäft tätige Firma Walter Leuenberger AG in Huttwil, welche die Migros bereits seit 1929 belieferte. 2007 wurde die Auflösung der Walter Leuenberger AG vorgenommen, bezw. dessen Fusion mit der Jowa AG abgeschlossen. Drei Jahre später erfolgte die Ankündigung die Teigwarenfabrik in Huttwil im Jahr 2012 zu schliessen und die Produktion mit der Fabrik der Jowa in Buchs AG zusammenzulegen. Die Senfproduktion wurde in Huttwil belassen.
2003 begann das Unternehmen auch im Geschäftsfeld Export tätig zu werden. 2013 wurde die Jowa nach der FSSC 22000-Norm zertifiziert. 2017 wurde der Ergänzungsbau in Gränichen fertiggestellt. Das Kernstück bildet eine moderne Bäckerei. Ein Hochregallager sowie ein Holzheizwerk für nachhaltige Energie komplettieren den Bau. Die Kosten beliefen sich auf rund 60 Millionen Franken. Mit dem Neubau weitete Jowa ihre Produktionskapazität für Brot aus, das in den Filialen direkt beim Kunden fertig gebacken wird. Im selben Jahr erwarb Jowa die Mehrheit an der Bäckerei Hug AG. Im Juni 2020 wurde bekannt, dass die Bäckerei in Zollikofen auf Mitte 2021 geschlossen werden soll. Die Jowa AG ist u. a. Mitglied bei der IG Bio und SwissPasta. Die Mitglieder von SwissPasta setzen sich für eine möglichst ungehinderte Beschaffung von Hartweizen, welcher in der Regel aus den USA und Kanada importiert wird, ein. Im Juli 2022 wurde bekannt, dass Jowa künftig auch Bio-Suisse-zertifizierte Brote herstellen wird.
Infolge einer angekündigten Fusion wurde die Jowa AG Anfang 2023 in Fresh Food & Beverage Group AG umbenannt. Im Juni 2023 wurde die Bischofszell Nahrungsmittel in die Gruppe fusioniert. Auch Aproz Sources Minérales gehört, jedoch unter eigenem Namen und als rechtlich eigenständiges Unternehmen, zur Gruppe.
Mitte März 2023 musste die Migros eine Rückrufaktion starten, da einige Produkte der FFB-Group mit dem Frostschutzmittel Ethylenglycol kontaminiert wurden. Im selben Monat wurde die Hartweizen-Mühle in Möriken-Wildegg geschlossen. Im selben Jahr wurde eine neue vollautomatische Gipfelimaschine in Ecublens VD in Betrieb genommen, wo alle Migros-Gipfeli hergestellt werden.
Per 1. Februar 2025 hat Christine Martel die Unternehmensleitung übernommen.
Im März 2025 wurde bekannt, dass die Bäckerei in Münchenstein Ende Jahr geschlossen werden soll.

## Standorte
Das Unternehmen besitzt heute zehn Regionalbäckereien in Ecublens VD, Gossau SG, Sant’Antonino TI, Marin-Epagnier, Volketswil, Münchenstein,  Carouge, Gränichen, Martigny und Zürich sowie eine Teigwarenfabrik in Buchs AG und rund 100 Hausbäckereien, die in der Migros-Filiale Brot direkt vor Ort backen.
2006 wendete sich die Jowa einem neuen Geschäftszweig zu und bedient seit 2010 mit der neu organisierten Abteilung FGE Foodservice, Grosshandel und Export erfolgreich Kunden aus allen Sparten der Gastronomie, des Grosshandels, C-Stores, Retail und Export. Die Abteilung FGE beschäftigt rund 40 Spezialisten aus Bereichen Vertrieb, Marketing und Administration, die sich ausschliesslich auf das Geschäft ausserhalb des Migros-Kanals konzentrieren.

## Produkte
Das Unternehmen bietet neben Brot und Backwaren auch Teigwaren, Fertig-Teige, Pizzen (frisch und tiefgekühlt), Tiefkühlwaren, Senf und glutenfreie Produkte an. Bekannte Jowa-Produkte sind unter anderem der Zopf, das Pane Passione, der Tiroler Cake, die Schwarzwäldertorte, Basler Läckerli sowie Schinkengipfeli. Das Unternehmen ist für die Belieferung der Migros-Filialen zuständig, beliefert aber auch Kunden ausserhalb des Migros-Kanals wie Gastronomie, Grosskunden im Bereich Foodservice, Industrie und Retail und ist im Exportbereich tätig. Die wichtigsten Produkte im Bereich Foodservice, Grosshandel und Export (FGE) sind Tiefkühlbackwaren sowie Halbfertigprodukte wie z. B. Teige und Bisquitböden.

## Weitere Unternehmen der Migros Industrie AG
- Micarna-Gruppe
- Elsa Group
- Delica AG
- Mibelle Group